# Þorsteinn Leó Gunnarsson
Þorsteinn Leó Gunnarsson (* 13. November 2002 in Mosfellsbær) ist ein isländischer Handballspieler.

## Karriere

### Im Verein
Þorsteinn Leó Gunnarsson spielte in Island für UMF Afturelding. Mit Afturelding gewann er 2023 den isländischen Pokal. Im Sommer 2024 wechselte er nach Portugal zum FC Porto.

### In Auswahlmannschaften
Mit der isländischen Jugend-Nationalmannschaft nahm er an der U19-Europameisterschaft 2021 teil und belegte dort den 8. Platz. Mit den Junioren konnte er die Bronze-Medaille bei der U21-Weltmeisterschaft 2023 gewinnen.
Er stand im Kader der A-Nationalmannschaft für die Weltmeisterschaft 2025, wobei er sieben Tore in sechs Spielen erzielte. Im Turnier belegten sie den 9. Platz.